# Eila Hiltunen
Pour les articles homonymes, voir Hiltunen.
Eila Vilhelmina Hiltunen, née le 22 novembre 1922 à Sortavala et morte le 10 octobre 2003 à Helsinki, est une sculptrice finlandaise. Elle a réalisé le Monument à Sibelius que l’on trouve dans le parc Sibelius du quartier de Töölö, à Helsinki.

## Distinctions
Elle a obtenu la médaille Pro Finlandia en 1966.